# Карл V Мудрий
Карл V Мудрий (фр. Charles V le Sage; 21 січня 1338, Венсенн — 16 вересня 1380, Ножар-сюр-Марн) — король Франції з 1364 по 1380 роки з династії Валуа. Старший син короля Франції Іоанна II і його першої дружини Бони Люксембурзької. У 1356—1360 роках і на початку 1364 (під час перебування батька, Іоанна II, в англійському полоні) — регент Французького королівства. Його царювання знаменує собою кінець першого етапу Столітньої Війни: Карл V зміг практично повністю повернути території, втрачені його попередниками, і відновити владу над державою.
Протягом деякого часу Карл був близький до реформаторського руху. Коли його батько Іоанн Добрий був у полоні в Королівстві Англія, дофін виявився главою контрольованої монархії. Незважаючи на амбітні проекти Карла Наваррського і Етьєна Марселя, Карлу вдалося врятувати корону Валуа, хоча країна в той момент поринула в громадянські війни. Після коронації 1364 року Карл відновив королівську владу, зробивши ставку на правову державу і слідуючи політиці твердої валюти, закладеної ще радниками його батька. В результаті люди почали порівнювати правління Карла V з благословенними часами Людовика Святого, який традиційно вважався хорошим королем свого часу.
Карл V формалізував децентралізацію влади за допомогою політики роздачі апанажів, над якими він зберігав владу, фінансуючи їх завдяки введенню довготривалих податків. Ці нові доходи дозволили йому також створити у Французькому королівстві регулярну армію, яка разом з військами його братів покінчила з «великими компаніями» (фр. Grandes compagnies), що розоряли країну, а потім і завдати поразки англійцям. Ця перемога стала можливою завдяки і дипломатичним успіхам: Карл V зміг повернути під свою владу гасконських васалів, які ставилися прихильно до Англійського королівства і ізолювати їх від усієї Європи. Ці перемоги у великій мірі вплинули на формування зародження національного самосвідомості, в результаті якого англійці стали сприйматися французами як загарбники. І, нарешті, царювання Карла V ознаменовано Великою Схизмою.

## Біографія

### Дитинство

#### Раннє дитинство
Карл народився у Венсенському замку 21 січня 1338 року. Він виховувався з іншими дітьми свого віку. Пізніше він залишався близьким із людьми, які оточували його. Серед них були дядько Філіп Орлеанський, три його брати: Людовик, Жан і Філіп, а також Людовик Бурбон, Едуард Бар, Роберт Бар, Годфрі Брабанта, Людовик д'Етамп, Луї Евре (брат Карла Злого), Жан Артуа, Карл Артуа, Карл Алансон і Філіп I, герцог Бургундії.
Його наставник, ймовірно, Сильвестр Кервель, який вчив його Латині і граматики. Його мати і бабуся по батьківській лінії померли від чуми в 1349 році під час її пандемії «Чорної смерті», коли він тільки закінчив навчання. Його дід, Філіп VI, помер наступного 1350 року. Після смерті діда його батько став королем, а Карл — першим Дофіном.

#### Перший дофін Французького королівства

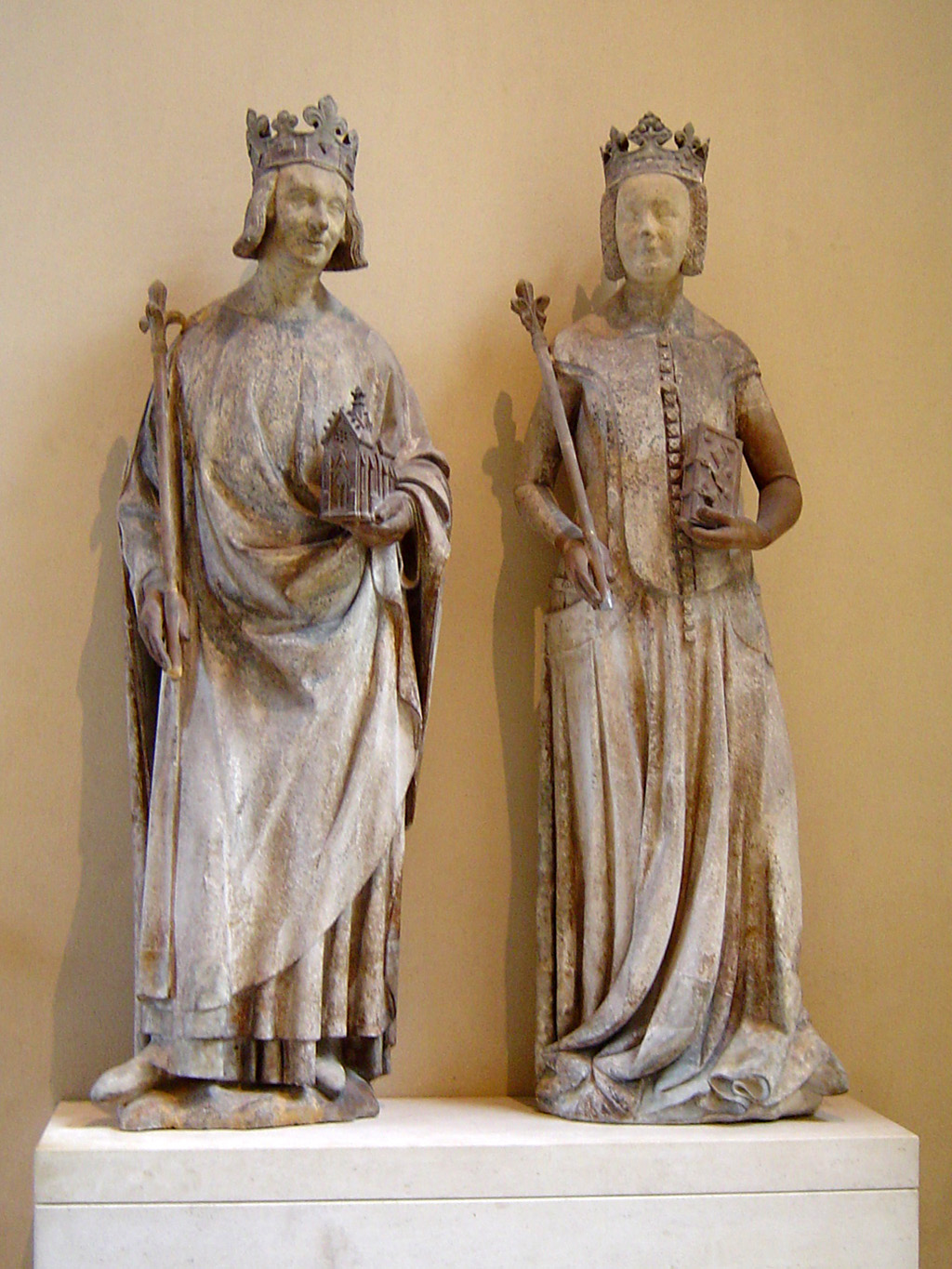
Статуя Карла і його дружини Жанни Бурбон

Граф Гумберт (Гумберт) II, що розорився і залишився без спадкоємців після смерті свого єдиного сина, вирішив продати землі Дофіне, які входили до складу Священної Римської імперії. Але так як ні папа, ні імператор не відреагували на його пропозицію, то він уклав угоду з французьким королем Філіпом VI. Згідно з угодою, ці землі повинні були бути передані синові майбутнього короля Іоанна Доброго. Таким чином, Карл, старший син Іоанна, став першим дофіном у французькій історії. Йому ледь виповнилося 11 років, проте вже тоді він вперше відчув тягар влади на своїх плечах. Карл привів до присяги прелатів і отримав оммаж від своїх нових васалів.
Контроль над цими землями був дуже важливий для Королівства Франція, так як Дофіне знаходилося в долині Рони, через яку проходив найважливіший ще з часів античності торговий шлях, що з'єднує Середземноморський регіон і північ Європи. Французи, таким чином, могли тепер безпосередньо зв'язуватися з Авіньйоном, папським містом і найважливішим дипломатичним центром всієї середньовічної Європи. Незважаючи на свій юний вік, дофін почав вимагати, щоб його піддані визнали свого нового пана, а також втрутився в міжусобну війну між його васалами. Тоді він отримав перший досвід управління, який надзвичайно став йому в пригоді у майбутньому.
8 квітня 1350 в Тен-л'Ермітаж дофін одружився з Жанною де Бурбон внучкою Карла Валуа який доводився йому прадідом. Для цього йому довелося попередньо отримати у папи дозвіл на шлюб з родичкою. Можливо, саме ця близька спорідненість стало причиною психічного захворювання Карла VI і послабило здоров'я інших дітей Карла і Жанни. Хоча про саму Жанну де Бурбон було відомо, що вона хворіє на якийсь психічний розлад, що можливо успадкував Карл VI. Шлюб був укладений пізніше, ніж збиралися, через смерть матері Карла Бони Люксембурзької та його бабусі Жанни Бургундської, загиблих від чуми 1349 року (в той момент Карл поїхав від двору в Дофіне). Та й сам дофін переніс тяжку хворобу, від якої ніяк не міг оговтатися з серпня по грудень 1349. Через виниклу у Королівстві Франція «Чорну смерть» люди боялися великих скупчень народу, тому весілля дофіна пройшла досить скромно, при малій кількості свідків.

### Примирення з реформістською партією

#### Місія в Нормандії

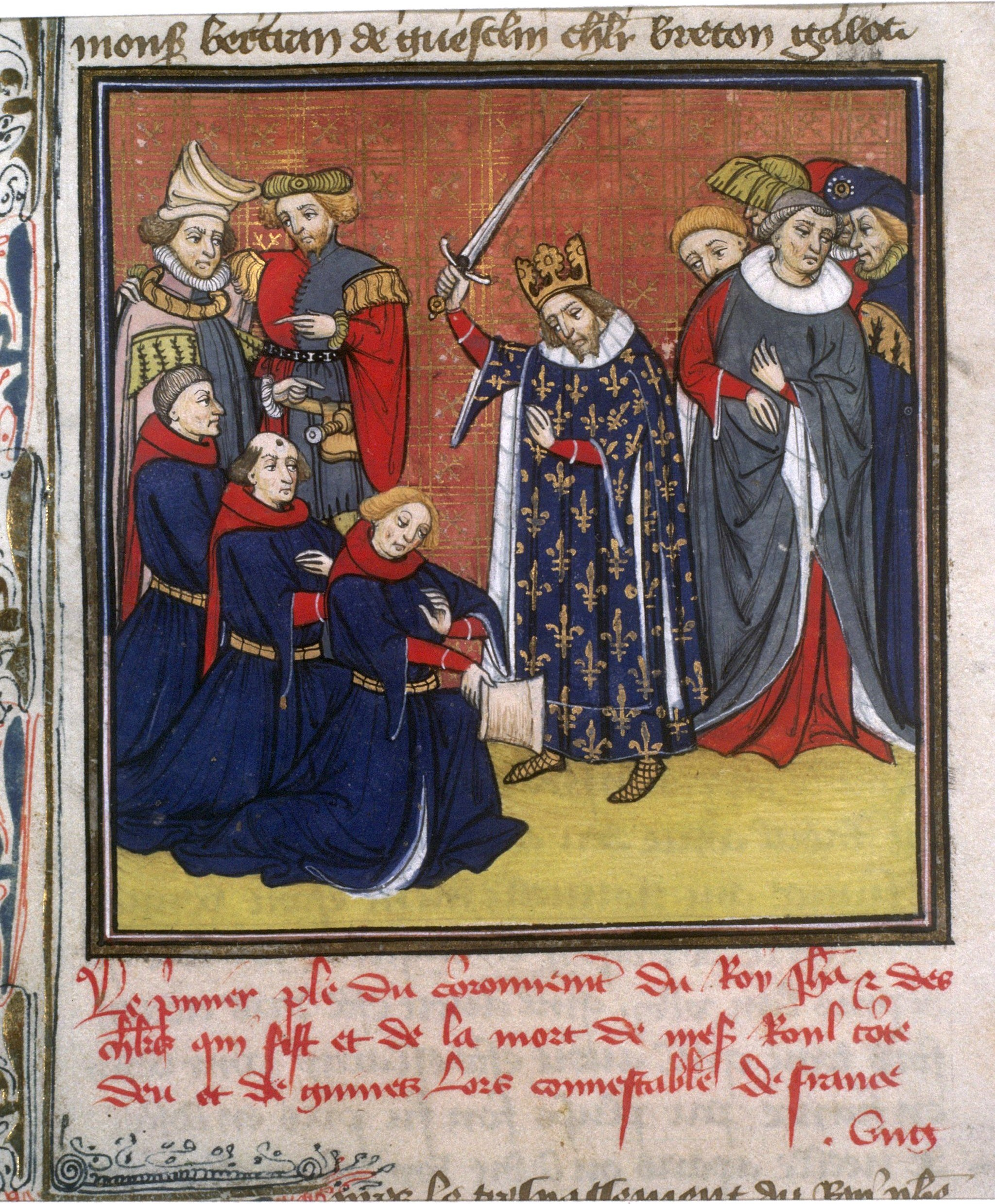
Іоанн ΙΙ і лицарі, мін. XIV ст.

22 серпня 1350 помер дід дофіна, король Філіп VI. Карла викликали до Парижу, а 26 вересня 1350 він взяв участь у коронації свого батька Іоанна II в Реймсі. Тоді ж останній зробив Карла лицарем Ордена Зірки. Однак спадкове право на престол як самого Іоанна, так і всього роду Валуа, ставилося деякими феодалами під сумнів. Батько Іоанна, Філіп VI, якого іноді називали «знайденим королем» (фр. roi trouvé), втратив всяку довіру своїх підданих після нищівної поразки при Кресі, втрати Кале, через згубні наслідки епідемії чуми та знецінення грошей. Тому королівська партія зіткнулася з опозиційними настроями, які розповсюдились по всій країні. Одну з таких протиборчих партій очолив Карл II Наваррський, прозваний Злим, чия мати Жанна відмовилася в 1328 році від французької корони на користь наваррської. Карл II в той момент став старшим представником свого роду. Амбітна людина, він зумів об'єднати навколо себе всіх незадоволених правлінням першого Валуа. У цій справі його підтримували родичі та їхні союзники: сім'ї з Булоні (граф Булонський, кардинал, два їх брата і їх родичі з Оверні), Шампанський барони, вірні Жанні Наваррській (матері Карла Злого і внучки останньої графині Шампанський), а також прихильники Роберта д'Артуа, вигнаного з французького королівства Філіпом VI. Більше того, Карл Злий спирався на могутній Паризький університет і на торговців північно-західної частини Французького королівства, які жили тільки завдяки торгівлі через Ла-Манш.

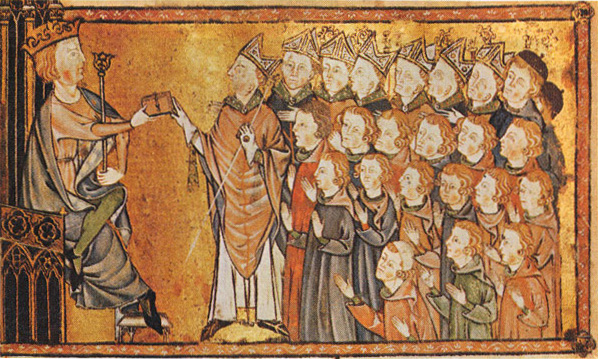
Філіп VI і нормандська знать.

Для королівської партії Нормандія створювала певні проблеми. Це герцогство залежало як від морської торгівлі через Ла-Манш, так і від річкового шляху по Сені. Нормандія вже більше 150 років не була англійською землею, але власники землі (представники дворянства і духовенства) часто мали володіння як по цей бік протоки, так і по той (з часів нормандського завоювання Королівства Англія або в результаті вдало укладених шлюбів, на правах спадкування). Тому офіційне визнання французької або англійської суверен а могло в будь-якому випадку призвести до конфіскації частини їхніх земель. Нормандські феодали об'єдналися між собою, щоб у разі необхідності дати спільний відсіч ворогові, ким би той не був. Тим більше у них були хартії, які гарантували Нормандії досить широку автономію. Рауль де Брієнн — досить показовий приклад подібної автономії. Він вів незалежну зовнішню політику, і навіть якщо він і командував французькою армією, надісланій в Шотландію, то лише як капітан, найнятий за контрактом, а не пов'язаний зобов'язаннями перед королем.

#### Спроба втечі
Під час битви при Пуатьє, дофін разом з двома своїми братами був вивезений із поля бою рано, після невдачі першого етапу битви, коли він не впорався з дорученим йому напрямком. 

### Регент королівства під час полону Іоанна Доброго
Після битви при Пуатьє 19 вересня 1356 року дофін Карл, правив як регент Франції, допоки король Іоанн II перебував в англійському полоні.

## Родина
Дружина — Іоанна Бурбон (1338—1378), дочка П'єра Бурбона і його дружини Ізабелли Валуа
Діти:
- Іоанна (1357—1360)
- Іоанн (1359—1364)
- Бонна (1360)
- Іоанна (1366)
- Іоанн (1366)
- Карл VI (1368—1422) король Франції з 1380 року.
- Марія (1370—1377)
- Людовик (1372—1407) герцог Орлеанський, засновник Орлеанської гілки династії Валуа на Французькому престолі, його онук став королем Франції Людовиком XII
- Ізабелла (1373—1378)
- Катерина (1378—1388) гецогиня Монпансьє.

Бастарди:
- Іоанн Монтег'ю (1349—1409)